# Les Papiers fédéralistes

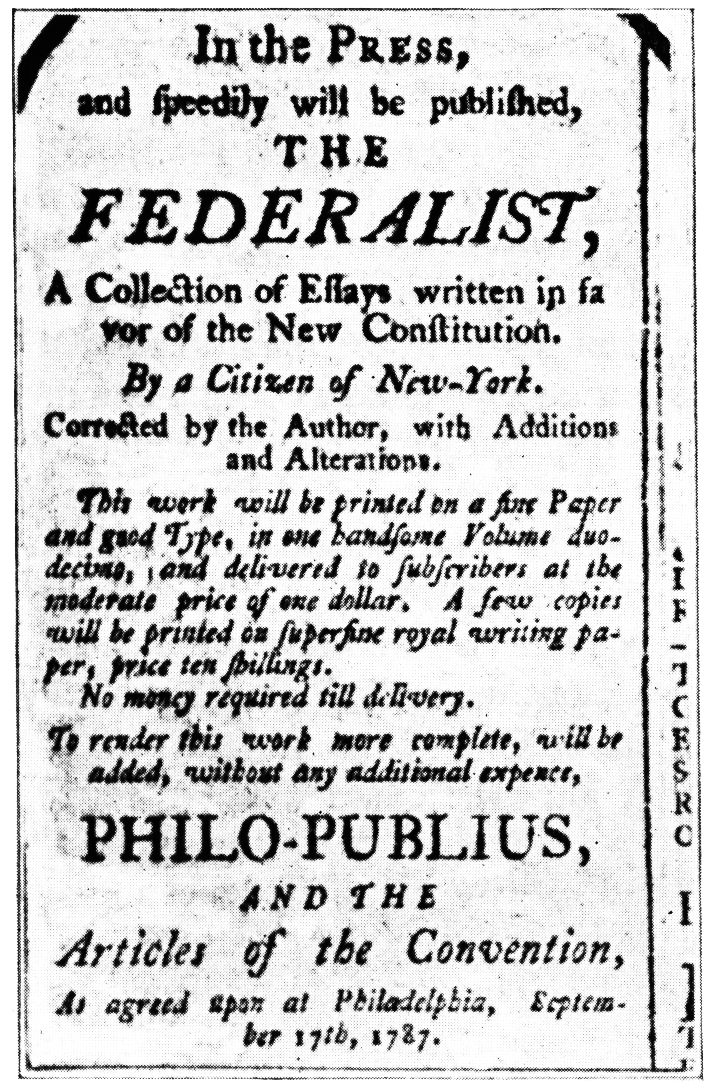

Les Papiers fédéralistes (The Federalist Papers) sont une série de 85 essais écrits entre 1787 et 1788 par James Madison, Alexander Hamilton et John Jay sous le pseudonyme collectif de Publius.
Les 77 premiers essais furent publiés les uns à la suite des autres dans le Independent Journal, le New York Packet, et The Daily Advertiser d'octobre 1787 à avril 1788. Une compilation de ces 77 essais et de huit nouveaux fut ensuite publiée en mars et en mai 1788. Les huit derniers essais furent ensuite republiés séparément dans la presse de New York entre le 15 juin et le 16 août 1788. 
L'objectif décrit dans le Federalist n°1 était de convaincre les électeurs de ratifier la nouvelle constitution des États-Unis en répondant aux critiques et en s'efforçant d'adopter une attitude pédagogique sur ses sources et son fonctionnement.  
Ce recueil constitua une importante source concernant l’interprétation de la nouvelle constitution et principalement les motivations de ce système gouvernemental proposé. Ces articles répondaient aux critiques des journaux face au nouveau gouvernement américain. Ils étaient donc une excellente référence pour comprendre la nouvelle constitution américaine que le peuple était appelé à ratifier.

## Contexte historique
Après la guerre de la Conquête, presque toute l'Amérique du Nord  est une colonie de l'Empire britannique. Les habitants des Treize colonies disposent d’une grande liberté politique (administration britannique quasi absente, colonies dirigées par une assemblée élue par des colons, décisions des colonies rarement contestées, etc.) mais d’une liberté économique faible (ils ne peuvent commercer qu’avec la Grande-Bretagne, les colonies doivent vendre les matières premières et acheter les produits manufacturés).
Après la guerre de Sept Ans qui s'achève en 1763, le royaume de Grande-Bretagne, ruiné, promulgue des lois pour lever de nouvelles taxes (Sugar Act de 1764, Stamp Act de 1765, Townshend Acts en 1767-68) et affirme sa souveraineté dans les colonies américaines (Declaratory Act de 1766). Les colons rejettent ces nouvelles taxes, car c'est du parlement de Londres qu’elles viennent. Or, aucun représentant des colonies n’y est présent. L'inquiétude des colons porte également sur la capacité du parlement britannique d'abolir l'esclavage, en particulier après l'arrêt Somersett de 1772. La Grande-Bretagne cède et abolit les taxes des Townshend Acts, à l’exception de l’impôt sur le thé. C'est une prise de conscience pour les Américains ; les altercations se multiplient avec la Boston Tea Party de 1773 (des Américains jettent à la mer une cargaison de thé) et le boycott des marchandises britanniques. À l’issue de cela, le parlement britannique vote une série de mesures punitives, appelées « Actes intolérables » par les colons, qui ont contribué à la montée en intensité des tensions, qui ont abouti au conflit armé de 1775, ordonné par le roi  George III. L'Acte de Québec est très mal vu par les  colons des Treize colonies. Le 4 juillet 1776, la Déclaration d'indépendance est adoptée par le Congrès continental. Il faut cependant attendre 1781 pour que ce dernier soit investi d'un réel pouvoir, à la suite de la ratification des Articles de la Confédération. C'est par cette réorganisation et par l'alliance avec la France que les États-Unis gagnent la guerre.
Quelques années après la fin de la guerre d'Indépendance, les délégués des treize États se retrouvent en convention à Philadelphie en 1787 pour rédiger une constitution afin d'instaurer un nouveau mode de gouvernement, plutôt que de corriger simplement celui établi par les Articles de la Confédération. Le Fédéraliste est une collection d'essais qui a pour but de convaincre ces délégués de ratifier cette constitution.

## Le débat fédéraliste et anti-fédéraliste

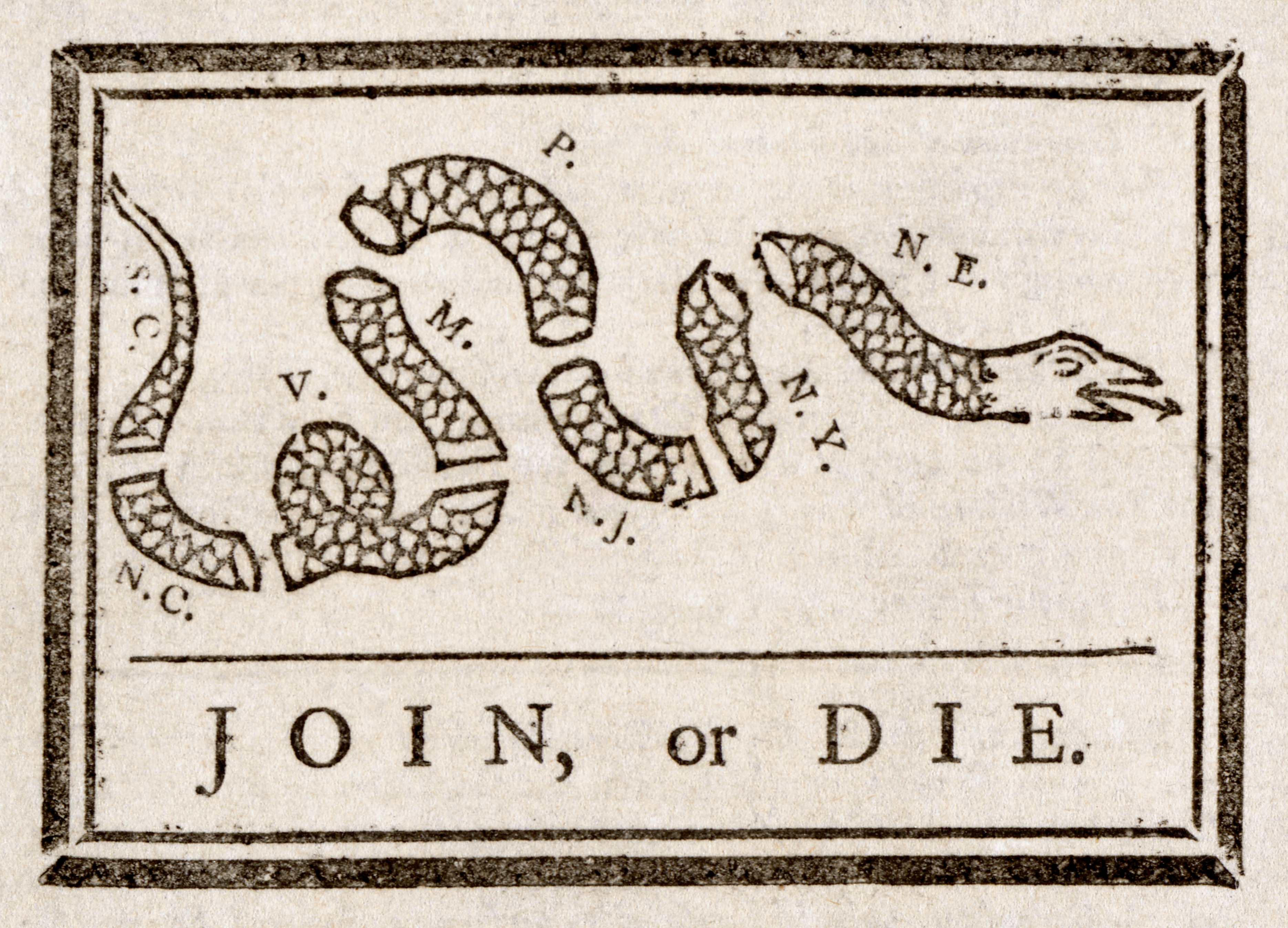
Join or Die : Ce dessin de presse, attribué à Benjamin Franklin, fut d'abord publié pendant la guerre de la Conquête au cours de la guerre de Sept Ans, puis réutilisé pour inciter les colonies américaines à s'unir contre la couronne britannique.

Les fédéralistes ont pour objectif de faire accepter la nouvelle Constitution, mais comme tout changement dans la politique, il y a des contradicteurs, et ce sont ceux-là mêmes qu’on nomme les anti-fédéralistes. Le débat était vif et reposait sur deux aspects : la volonté des fédéralistes de créer un pouvoir central plus fort et l’interaction des pouvoirs qu’ils prônaient. 
Il y a cinq arguments principaux des fédéralistes pour centraliser le pouvoir. Tout d’abord, ceux-ci prônent le patriotisme. Les habitants d'Amérique partagent la même culture, la même langue, la même religion. Ainsi plutôt que de se séparer, il faut s’unir. Cela permet aussi de diminuer les jalousies au sujet des ressources naturelles inégalement partagées entre les États, voire de réduire les risques de guerres civiles. La seule solution est donc d’avoir un pouvoir centralisé plus fort. Le deuxième argument concerne la sécurité extérieure. Un État uni vaut mieux que plusieurs États particuliers qui seraient dispersés. D’autre part, cela permettrait d’avoir une marine nationale beaucoup plus puissante, car disposant de plus de ressources et de financement. Troisièmement, le commerce intérieur serait meilleur, car les droits de douane nuisent à l’économie. Quatrièmement, cela permettra de réduire les coûts de l’administration, car il n’y en aurait plus treize, mais une. Enfin, cela permettra d’appliquer le protectionnisme en cas de conflit avec l’Europe.
Quant aux anti-fédéralistes, ils avancent quatre critiques auxquels répondent les fédéralistes. Le premier est l’absence de « Bill of Rights », c’est-à-dire une « charte des droits fondamentaux des citoyens ». La réponse des fédéralistes est que tout d’abord, à l’inverse de la Grande-Bretagne qui possède un « Bill of Rights », les États-Unis sont une république. Le régime politique n’est donc pas le même. Ensuite, la plupart des États particuliers ne possèdent pas de « Bill of Rights », donc critiquer la nouvelle constitution sur ce point n’a plus de sens. Enfin, certains droits sont déjà dans la Constitution, il n’est donc pas nécessaire d’ajouter un « Bill of Rights ». Malgré tout, Madison rédigera un « Bill of Rights » quelques années plus tard. 
La deuxième critique est que la république est inapplicable sur un territoire aussi grand. La réponse des fédéralistes est qu’il ne faut pas confondre république et démocratie. Si la seconde est en effet inapplicable sur un aussi vaste territoire, ce n’est pas le cas de la première, car il y a le principe de la représentativité. 
La troisième critique est qu’il y a une représentation insuffisante du peuple. Les fédéralistes répondent que si chaque association et groupe d’individus partageant un intérêt commun sont représentés, leur trop grand nombre rend impossible la direction du pays.
Enfin, la dernière critique des anti-fédéralistes est que les États particuliers vont perdre du pouvoir. La réponse des fédéralistes est qu’il s’agit de la nature même d’une constitution fédérale que de réduire le pouvoir des États particuliers. 
Ces critiques font référence au principe fédéraliste. Mais il y a aussi tout un débat sur la séparation des pouvoirs. Les fédéralistes prônent une interaction des pouvoirs à travers le « checks and balances », tandis que les anti-fédéralistes veulent une stricte séparation des pouvoirs.

## Interaction des pouvoirs
L’absence de séparation des pouvoirs est dangereuse pour l'État de droit, car il mène tout droit à la tyrannie, comme l’explicite Montesquieu : « Lorsque, dans la même personne ou dans le même Corps de magistrature, la puissance législative est réunie à la puissance exécutrice, il n’y a point de liberté, parce qu’on peut craindre que le même monarque ou le même Sénat ne fasse des lois tyranniques pour les exécuter tyranniquement. » Cependant, si dans la théorie on exige une stricte séparation des pouvoirs, dans les faits, cela se révèle impossible.
Dans la constitution britannique, les pouvoirs sont imbriqués et le pouvoir législatif a tendance à prendre le dessus. L’interaction des pouvoirs est nécessaire pour résister à l’usurpation du pouvoir par le législatif.

## Tendance à la prise de pouvoir par le législatif
Cette tendance tient d'abord à ce que le législatif bénéficie de la confiance du peuple. Il vit parmi celui-ci et il est proche des personnalités influentes ; on sait qu’être du côté du peuple dans une démocratie est une composante essentielle de l’acquisition du pouvoir. À l’inverse, le judiciaire a souvent mauvaise réputation et l’exécutif est vu comme trop éloigné du peuple.
Ensuite, ces pouvoirs sont plus étendus et les limites de celui-ci sont plus floues que le judiciaire, ce qui lui permet de « voiler, sous des mesures compliquées et indirectes, les usurpations qu’il commet aux dépens des autres départements coordonnés. »
Enfin, il a « une influence prépondérante sur les rétributions pécuniaires des agents des autres départements », ce qui peut entraîner une dépendance de ceux-ci envers le législatif.

## Éviter que l'un des organes ne prenne le dessus sur les autres
Le premier argument proposé est que l’établissement d’une constitution suffit à limiter le phénomène. Le problème est de savoir qui bénéficiera du pouvoir de la modifier. La première possibilité est de le donner au peuple. Comme le judiciaire est souvent impopulaire auprès du peuple et que l’exécutif en est trop éloigné, l’avantage irait donc au législatif, alors que la plupart du temps, c’est à cause de son pouvoir envahissant qu’il faudra modifier la Constitution. D’autre part, faire un appel systématique au peuple contribuerait à discréditer le gouvernement. La deuxième possibilité est de faire appel à une convention chargée de modifier la Constitution, mais dans ce cas, il n’y aura rien au-dessus de celle-ci qui puisse la contrôler. 
La critique adressée aux fédéralistes est qu'il n'y a pas une stricte séparation des pouvoirs. Ces derniers répondent que comme le pouvoir législatif a tendance à prendre le dessus lorsqu'on a une stricte séparation des pouvoirs, il faut donc introduire une interaction par le principe des checks and balances.
La théorie néo-madisonienne se fonde sur cette garantie. James Madison dans Le Fédéraliste no 51 fait une analogie rhétorique sur ce besoin de précautions : 

« Si les hommes étaient des anges, il ne serait pas besoin de gouvernement ; si les hommes étaient gouvernés par des anges, il ne faudrait aucun contrôle extérieur ou intérieur sur le gouvernement. »

## Le principe desChecks and Balances
La théorie de la séparation des pouvoirs a inspiré très fortement les rédacteurs de la constitution américaine. Ceux-ci ont institué un régime dit présidentiel organisant une mitigation des pouvoirs, avec un système de compétence principale mais non exclusive. Autrement dit, chacun des organes détient une partie des fonctions des autres organes, et ce afin d'empêcher toute velléité despotique d'un des pouvoirs. Ces moyens de contrôle et d’actions réciproques sont appelés dans The Federalist les « checks and balances ». 
Ainsi le président va sélectionner les candidats pour les postes gouvernementaux, l’organe exécutif. Mais leur nomination dépendra du Sénat, l’organe législatif. Même chose pour les juges de la Cour suprême, l’organe judiciaire. Le président a un droit de veto sur le Congrès, et a, de fait, l'initiative des lois.
De même, le Congrès peut contrôler la politique gouvernementale via les lois budgétaires, la signature des traités internationaux, les commissions d'enquêtes…

## Anonymat des auteurs et usage du pseudonyme Publius
À l'époque de la publication des essais, leurs auteurs ont préféré cacher leur identité en raison du fait que Hamilton et Madison étaient des participants à la Convention constituante. Les analystes de l'époque ont cependant réussi à identifier leurs identités mais il a longtemps été difficile de déterminer qui avait été l'auteur de quel essai. Une liste a commencé à émerger après la mort de Hamilton en 1804. L'édition d'Henry B. Dawson, parue à New York en 1863 et celle d'Henry Cabot Lodge parue à Londres en 1888 évoquent, en introduction, la paternité des différents articles du fédéraliste. C'est finalement en 1964 qu'une liste définitive a pu être établie grâce au travail de recherche préalable de Douglass Adair (en) ainsi qu'à une analyse informatique des textes : 
- Alexander Hamilton (51 essais: 1, 6–9, 11–13, 15–17, 21–36, 59–61, et 65–85 - voir essai 78) ;
- James Madison (29 essais: 10, 14, 18–20, 37–58 et 62–63) ;
- John Jay (5 essais: 2–5 et 64).

C'est Hamilton qui choisit le pseudonyme Publius qu'il avait déjà utilisé en 1778, en référence à Publius Valerius qui fut l'un des fondateurs de la république romaine et qui est plus connu sous son surnom Publicola, c'est-à-dire « l'ami du peuple ».

### Éditions duFédéraliste
- A. Hamilton, J. Jay, G. Madison (préf. André Tunc, Adhémar Esmein, Gaston Jèze), Le Fédéraliste, Paris, LGDJ, 1957, 788 p.
- Alexander Hamilton, John Jay et James Madison (trad. de l'anglais), Le Fédéraliste, Paris, Classiques Garnier, 2012, 648 p. (ISBN 978-2-8124-0565-5)
- Alexander Hamilton, John Jay et James Madison (trad. de l'anglais), Le Fédéraliste, Paris, Economica, 1988, 788 p. (ISBN 2-7178-1570-8)

### Autres ouvrages
- Hannah Arendt, Essai sur la révolution, Paris, Gallimard, 1967, (p. 205-263).
- Laurent Bouvet, Thierry Chopin, Le Fédéraliste. La démocratie apprivoisée, Paris, Michalon, 1997.
- Arnaud Coutant, l'Amérique des États, les contradictions d'une Démocratie fédérale, Paris, Mare et Martin, 2011.
- Bernard Manin, Principes du gouvernement représentatif (1re éd. 1995) [détail des éditions] (présentation en ligne). (p. 135-170).
- Bernard Manin, « Checks, balances and boundaries: the separation of powers in the constitutional debate of 1787 », The invention of the modern republic, Cambridge University Press, 1994, p. 27-62.
- Elise Marienstras, Naissance de la République fédérale : 1783-1828, Nancy, Presses universitaires de Nancy, 1987, (p. 9, 13-66).
- René Rémond, Histoire des États-Unis, Paris, PUF, 1974 (p. 17-41).
- Élise Marienstras, Naomi Wulf, The Federalist Papers. Défense et illustration de la Constitution fédérale des États-Unis, Paris, PUF, 2009.
- (en) Frederick Mosteller et David Wallace L., « Inference in an Authorship Problem », Journal of the American Statistical Association, vol. 58,‎ juin 1963, p. 275-309.
- (en) Frederick Mosteller et David Wallace L., Inference and Disputed Authorship : The Federalist, Reading, Massachusetts, Addison-Wesley, 1964.